# 聖マルコ教会 (ザグレブ)

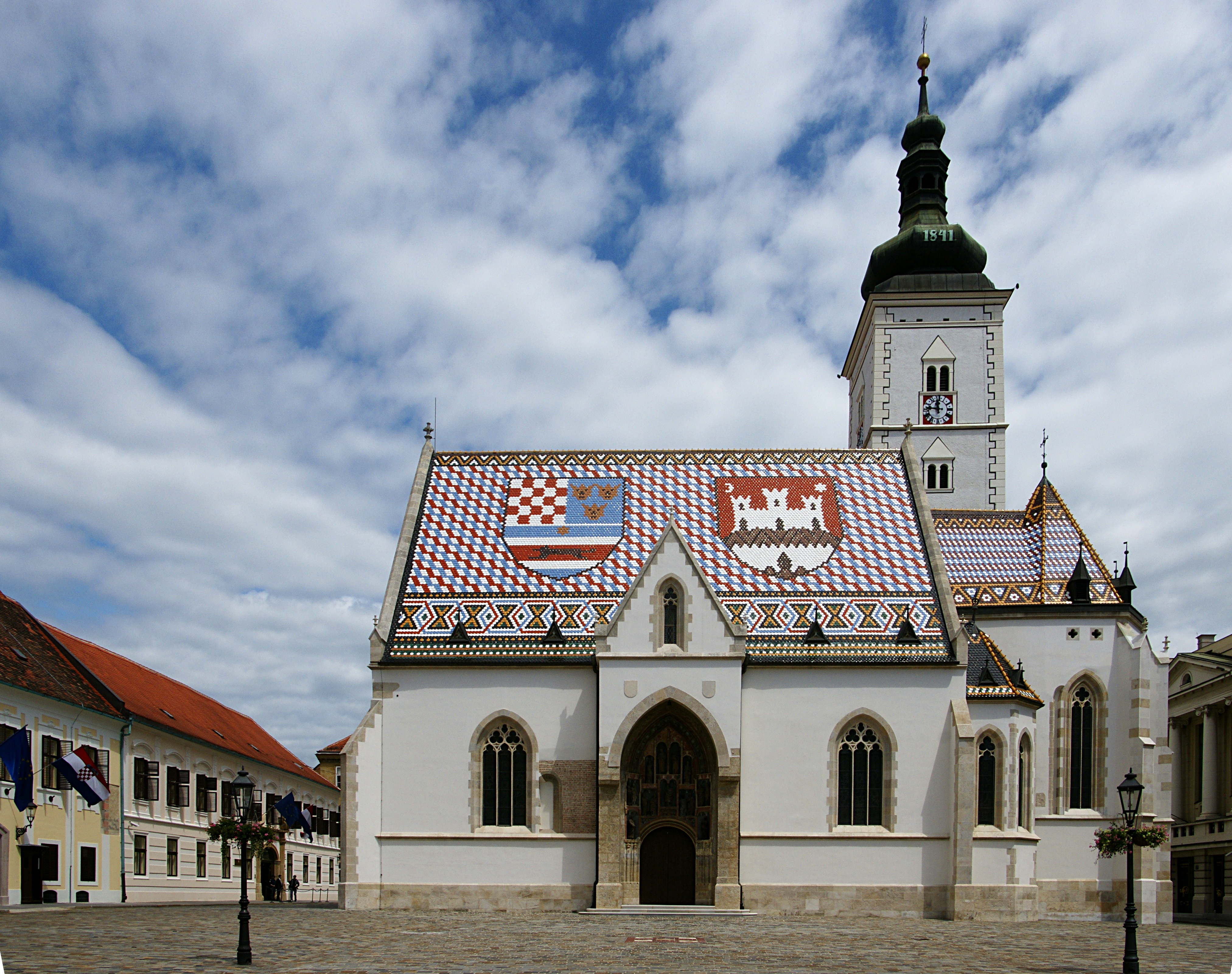
聖マルコ広場から見た聖マルコ教会。屋根に有名なカラータイルの紋章が見える。

聖マルコ教会（せいマルコきょうかい、クロアチア語: Crkva sv. Marka）は、クロアチアの首都・ザグレブにあるカトリック教会で、旧市街のグラデツの中心にある。
聖マルコ教会は聖マルコ広場に面していて、そこには国会議事堂、首相官邸、最高裁判所があり、クロアチアの国葬などの重要な行事はこの教会で行われる。

## 歴史
もともとロマネスク様式で建てられ、14世紀には礼拝堂とアーチがゴシック様式で建設され、19世紀末にヘルマン・ボレによりネオ・ゴシック式に改築された。屋根はブダペストから寄贈された色瓦のモザイク模様で有名。左にクロアチア・ダルマチア・スラボニア王国の紋章、右にザグレブ市の紋章がある。内部のキリスト像や聖母像はイヴァン・メシュトロヴィッチの作品である。

## 参照
- ザグレブ大聖堂